# Manbuta castigata
Manbuta castigata là một loài bướm đêm trong họ Erebidae.